# Colorado Acres
Colorado Acres es un lugar designado por el censo ubicado en el condado de Webb en el estado estadounidense de Texas. En el Censo de 2010 tenía una población de 296 habitantes y una densidad poblacional de 39,07 personas por km².

## Geografía
Colorado Acres se encuentra ubicado en las coordenadas 27°38′42″N 99°12′52″O / 27.64500, -99.21444. Según la Oficina del Censo de los Estados Unidos, Colorado Acres tiene una superficie total de 7.58 km², de la cual 7.58 km² corresponden a tierra firme y (0%) 0 km² es agua.

## Demografía
Según el censo de 2010, había 296 personas residiendo en Colorado Acres. La densidad de población era de 39,07 hab./km². De los 296 habitantes, Colorado Acres estaba compuesto por el 88.85% blancos, el 0% eran afroamericanos, el 0% eran amerindios, el 0% eran asiáticos, el 0.34% eran isleños del Pacífico, el 9.8% eran de otras razas y el 1.01% pertenecían a dos o más razas. Del total de la población el 99.32% eran hispanos o latinos de cualquier raza.